# 새만금포항고속도로
새만금포항고속도로(새萬金浦項高速道路, 고속국도 제20호선)는 전북특별자치도 김제시 진봉면을 기점으로 하고 경상북도 포항시 북구 흥해읍을 종점으로 하여 동서를 이을 대한민국의 고속도로이다. 장수 ~ 대구 구간은 장래 계획만 수립되어 있는 상태이다.

## 역사
- 1997년 8월 27일 : 전라북도 익산시 왕궁면 ~ 장수군 장계면 구간을 고속국도 제26호선 익산 ~ 장수고속도로(익산 ~ 장수선)으로, 경상북도 김천시 아포읍 ~ 포항시 남구 연일읍 구간을 고속국도 제27호선 김천 ~ 포항고속도로(김천 ~ 포항선)으로, 대구광역시 동구 도동 ~ 경상북도 영천시 화산면 구간을 고속국도 제27호의2호선 김천 ~ 포항고속도로지선(김천 ~ 포항선의 지선)으로 지정[2]
- 1998년 4월 23일 : 2002년 12월까지 대구 ~ 포항고속도로 신설을 위해 영천시 화산면 가상리 ~ 임고면 수성리 22.4km 구간과 경상북도 포항시 북구 기계면 현내리 ~ 남구 연일읍 학전리 9.82km 구간 도로구역 결정[3]
- 1998년 8월 17일 : 2003년까지 익산 ~ 장수고속도로 왕궁 ~ 신촌 구간 신설을 위해 전라북도 익산시 왕궁면 구덕리 ~ 완주군 소양면 신촌리 26.1km 구간[4], 장계 분기점 건설을 위해 전라북도 장수군 계남면 호덕리 ~ 월강리 2.99km 구간 도로구역 결정[5]
- 1999년 1월 28일 : 2002년 12월까지 김천 ~ 포항고속도로지선 신설을 위해 경상북도 경산시 와촌면 음양리 ~ 영천시 화산면 가상리 17.5km 구간, 김천 ~ 포항고속도로 신설을 위해 경상북도 영천시 임고면 수정리 ~ 포항시 북구 기계면 현내리 9.6km 구간 도로구역 결정[6]
- 1999년 4월 6일 : 2002년 12월까지 김천 ~ 포항고속도로지선 신설을 위해 대구광역시 동구 도동 ~ 능성동 9.1km 구간 도로구역 결정[7]
- 2000년 6월 21일 : 지자체의 장수 나들목 조기 개설 요구와 대전 ~ 통영고속도로 건설과 중복투자를 방지하기 위해 2001년 12월까지 나들목 건설을 위해 전라북도 익산시 왕궁면 구덕리 ~ 완주군 소양면 신촌리 26.1km 구간 도로구역 변경[8]
- 2001년 5월 31일 : 2005년까지 완주휴게소 (장수방향) 건설을 위해 전라북도 완주군 용진면 상삼리 500m 구간 도로구역 변경[9]
- 2001년 6월 1일 : 포항 ~ 대구 구간을 자동차 전용도로로 지정
- 2001년 6월 14일 : 2006년까지 익산 ~ 장수고속도로 신촌 ~ 천천 구간 신설을 위해 전라북도 완주군 상관면 의암리 ~ 장수군 천천면 춘송리 27.79km 구간 도로구역 결정[10]
- 2001년 8월 17일 : 2006년까지 익산 ~ 장수고속도로 천천 ~ 장계 구간 신설을 위해 전라북도 장수군 천천면 춘송리 ~ 계남면 호덕리 5.031km 구간 도로구역 결정[11]
- 2001년 8월 25일 : 익산 ~ 장수고속도로와 김천 ~ 포항고속도로지선, 김천 ~ 포항고속도로의 경상북도 영천시 화산면 ~ 포항시 연일읍 구간을 통합해 고속국도 제20호선 익산포항고속도로(익산 ~ 포항선)으로 변경.[12]
- 2001년 11월 21일 : 장수 나들목 ~ 장수 분기점 2.42km 구간 개통[13]
- 2002년 12월 7일 : 대구 ~ 포항 구간 건설 기간을 2004년 12월로 연기[14]
- 2004년 8월 17일 : 2005년 12월까지 도동 분기점에 진·출입로 추가 설치 공사를 위해 대구광역시 동구 도동 560m 구간 도로구역 변경[15]
- 2004년 11월 20일 : 2008년까지 마이산 통과 구간(7, 8공구) 6.2km 구간 선형 변경을 위해 전라북도 완주군 상관면 의암리 ~ 장수군 천천면 춘송리 27.79km 구간 도로구역 변경[16]
- 2004년 12월 7일 : 도동 분기점 ~ 포항 요금소 68.4km 구간 개통[17]
- 2005년 11월 9일 : 2007년까지 왕궁 ~ 신촌 구간 신설을 위해 전라북도 익산시 왕궁면 구덕리 ~ 완주군 소양면 신촌리 26.1km 구간 도로구역 결정[18]
- 2006년 1월 2일 : 2008년까지 연일 분기점 건설을 위해 경상북도 포항시 남구 연일읍 학전리 ~ 이동 1.81km 구간 도로구역 결정[19]
- 2006년 11월 15일 : 팔공산 나들목 개통
- 2007년 12월 13일 : 익산 분기점 ~ 장수 나들목 59km 구간 개통[20]
- 2009년 8월 4일 : 포항 요금소 ~ 포항 나들목 1.6km 구간 개통[21][22]
- 2010년 12월 28일 : 도로명주소에 익산 분기점부터 장수 분기점까지 61.55km 구간을 익산장수고속도로로, 도동 분기점부터 포항 나들목까지 69.37km 구간을 대구포항고속도로로 고시[23], 완주 분기점 개통
- 2013년 2월 13일 : 진안휴게소의 명칭을 진안마이산휴게소로 변경
- 2015년 3월 27일 : 국토교통부고시로 익산 ~ 장수 구간 기점을 '전라북도 익산시 왕궁면 구덕리', 종점을 '전라북도 장수군 장계면 월강리'로 명시하고 대구 ~ 포항 구간 기점을 '대구광역시 동구 도동', 종점을 '경상북도 포항시 북구 흥해읍 대련리'로 명시[24]
- 2016년 2월 15일 : 2019년 12월 31일까지 서포항 나들목 국도 접속부 입체화 공사를 위해 경상북도 영천시 임고면 수성리 ~ 포항시 북구 기계면 현내리 9.6km 구간 도로구역 변경[25]
- 2017년 6월 28일 : 화산 분기점 개통
- 2018년 2월 21일 : 2018년 12월까지 임고 하이패스 나들목 설치 공사를 위해 경상북도 영천시 임고면 삼매리 1.17km 구간 도로구역 변경[26]
- 2018년 10월 1일 : 전라북도 김제시 진봉면 심포리 ~ 완주군 상관면 의암리 구간을 고속국도 제20호선 새만금포항고속도로(새만금 ~ 포항선(새만금 ~ 전주))로 지정, 기존 노선 중 익산 ~ 장수 구간은 고속국도 제20호선 새만금포항고속도로(새만금 ~ 포항선(완주 ~ 장수))와 고속국도 제204호선 새만금포항고속도로의지선(새만금 ~ 포항선의 지선(익산 ~ 완주))로 분할, 대구 ~ 포항 구간은 고속국도 제20호선 새만금포항고속도로(새만금 ~ 포항선(대구 ~ 포항))으로 변경[27], 2024년까지 새만금 ~ 전주고속도로 신설을 위해 전라북도 김제시 진봉면 심포리 ~ 완주군 상관면 의암리 55.1km 구간 도로구역 결정[28]
- 2018년 12월 27일 : 임고 나들목 개통[29]
- 2019년 6월 25일 : 임고 하이패스 나들목 용지분할 결과 반영, 잔여지 매수 등에 의한 도로구역 변경 및 접도구역 변경으로 인해 경상북도 영천시 임고면 삼매리 1.17km 구간 도로구역 변경[30]
- 2019년 9월 20일 : 2024년까지 새만금 ~ 전주고속도로 6, 8공구 설계변경을 위해 전라북도 김제시 진봉면 심포리 ~ 완주군 상관면 의암리 55.1km 구간 도로구역 변경[31]

## 구성
차로수
- 상관 분기점 ~ 장수 분기점, 팔공산 나들목 ~ 화산 분기점, 기계 분기점 (예정) ~ 포항 나들목 : 왕복 4차로
- 화산 분기점 ~ 기계 분기점 (예정) : 왕복 6차로

제한속도
- 전 구간 최고 100km/h, 최저 50km/h

### 터널
완주 ~ 장수 구간
| 터널 이름 | 소재지                              | 길이   | 준공 년도 | 비고      |
| --------- | ----------------------------------- | ------ | --------- | --------- |
| 상관2터널 | 전북특별자치도 완주군 상관면 의암리 | 356m   | 2007년    | 완주 방면 |
| 상관2터널 | 전북특별자치도 완주군 상관면 의암리 | 336m   | 2007년    | 장수 방면 |
| 곰티터널  | 전북특별자치도 진안군 부귀면 세동리 | 2,281m | 2007년    | 완주 방면 |
| 곰티터널  | 전북특별자치도 진안군 부귀면 세동리 | 2,307m | 2007년    | 장수 방면 |
| 부귀1터널 | 전북특별자치도 진안군 부귀면 신정리 | 698m   | 2007년    |           |
| 부귀2터널 | 전북특별자치도 진안군 부귀면 신정리 | 810m   | 2007년    |           |
| 진안1터널 | 전북특별자치도 진안군 진안읍 연장리 | 239m   | 2007년    | 완주 방면 |
| 진안1터널 | 전북특별자치도 진안군 진안읍 연장리 | 283m   | 2007년    | 장수 방면 |
| 진안2터널 | 전북특별자치도 진안군 진안읍 정곡리 | 678m   | 2007년    | 완주 방면 |
| 진안2터널 | 전북특별자치도 진안군 진안읍 정곡리 | 690m   | 2007년    | 장수 방면 |
| 진안3터널 | 전북특별자치도 진안군 진안읍 죽산리 | 439m   | 2007년    | 완주 방면 |
| 진안3터널 | 전북특별자치도 진안군 진안읍 죽산리 | 434m   | 2007년    | 장수 방면 |
| 방곡터널  | 전북특별자치도 장수군 천천면 춘송리 | 928m   | 2007년    |           |
| 장수터널  | 전북특별자치도 장수군 계남면 침곡리 | 2,676m | 2007년    | 완주 방면 |
| 장수터널  | 전북특별자치도 장수군 계남면 침곡리 | 2,700m | 2007년    | 장수 방면 |

대구 ~ 포항 구간
| 터널 이름 | 소재지                        | 길이   | 준공 년도 | 비고      |
| --------- | ----------------------------- | ------ | --------- | --------- |
| 도평터널  | 대구광역시 동구 평광동        | 710m   | 2004년    |           |
| 백안터널  | 대구광역시 동구 백안동        | 550m   | 2004년    | 대구 방면 |
| 백안터널  | 대구광역시 동구 백안동        | 590m   | 2004년    | 포항 방면 |
| 와촌터널  | 경상북도 경산시 와촌면 음양리 | 2,990m | 2004년    | 대구 방면 |
| 와촌터널  | 경상북도 경산시 와촌면 음양리 | 2,992m | 2004년    | 포항 방면 |
| 화남터널  | 경상북도 영천시 화남면 죽곡리 | 50m    | 2004년    |           |
| 임고1터널 | 경상북도 영천시 임고면 금대리 | 1,330m | 2004년    | 대구 방면 |
| 임고1터널 | 경상북도 영천시 임고면 금대리 | 1,280m | 2004년    | 포항 방면 |
| 임고2터널 | 경상북도 영천시 임고면 사리   | 622m   | 2004년    | 대구 방면 |
| 임고2터널 | 경상북도 영천시 임고면 사리   | 620m   | 2004년    | 포항 방면 |
| 임고3터널 | 경상북도 영천시 임고면 사리   | 368m   | 2004년    | 대구 방면 |
| 임고3터널 | 경상북도 영천시 임고면 사리   | 426m   | 2004년    | 포항 방면 |
| 임고4터널 | 경상북도 영천시 임고면 수성리 | 1,690m | 2004년    |           |
| 달전터널  | 경상북도 경주시 강동면 다산리 | 1,060m | 2004년    | 대구 방면 |
| 달전터널  | 경상북도 경주시 강동면 다산리 | 1,040m | 2004년    | 포항 방면 |

### 교량
| 완주 ~ 장수 구간 - 계민1교 - 계민2교 - 계민3교 - 계민5교 - 만덕교 - 세동교 - 마령교 - 연장1교 - 진안교 - 연장2교 - 단양1교 - 단양2교 - 진안IC교 - 구룡1교 - 구룡2교 - 물곡교 - 오천1교 - 오천2교 - 오천3교 - 천천교 - 계남교 | 대구 ~ 포항 구간 - 도동IC교 - 도동1교 - 도동대교 - 도동2교 - 평광교 - 진인2교 - 신한1교 - 신한2교 - 와촌교 - 박사1교 - 박사천교 - 보성교 - 화산교 - 삼부천교 - 고현천교 - 신호2교 - 죽곡1교 - 죽곡2교 - 덕연1교 - 삼매교 - 자호천교 - 사동1교 - 사동2교 - 사동1교 - 임고천교 - 수성2교 - 수성1교 - 기계1교 - 기계2교 - 기계3교 - 기계4교 - 지가교 - 현내1교 - 화대천교 - 내단2교 - 내단1교 - 다산1교 - 다산2교 - 학전3교 |

## 나들목 · 분기점
- 여기서 숫자는 진출입교차점 (IC 및 JC) 번호를 말하고, TG는 요금소(Tollgate), SA는 휴게소(Service Area)를 뜻한다. 미개통 구간의 나들목 및 분기점의 이름은 현재 가칭으로 명칭은 추후 변경될 수 있다.
- 거리의 단위는 km이다.
- 연한 분홍색(■): 고속도로가 아닌 구간

### 새만금 ~ 완주 구간
- 새만금 나들목 (지방도 제702호선)
- 서김제 분기점 (15호선 서해안고속도로)
- SA 김제휴게소
- 북김제 나들목 (국도 제23호선)
- 이서 분기점 (25호선 호남고속도로)
- SA 전주휴게소
- 남전주 나들목 (국도 제27호선)
- 완산 분기점 (27호선 순천완주고속도로)
- 상관 분기점 (204호선 새만금포항고속도로지선)

### 완주 ~ 장수 및 대구 ~ 포항 구간
| 번호                                                 | 이름                                                 | 로마자 이름                                          | 구간 거리                                            | 누적 거리                                            | 접속 노선                                                                                     | 소재지                                               | 소재지                                               | 비고                                                      |
| 공사중 주행 중 204호선 새만금포항고속도로지선과 직결 | 공사중 주행 중 204호선 새만금포항고속도로지선과 직결 | 공사중 주행 중 204호선 새만금포항고속도로지선과 직결 | 공사중 주행 중 204호선 새만금포항고속도로지선과 직결 | 공사중 주행 중 204호선 새만금포항고속도로지선과 직결 | 공사중 주행 중 204호선 새만금포항고속도로지선과 직결                                          | 공사중 주행 중 204호선 새만금포항고속도로지선과 직결 | 공사중 주행 중 204호선 새만금포항고속도로지선과 직결 | 공사중 주행 중 204호선 새만금포항고속도로지선과 직결      |
| ---------------------------------------------------- | ---------------------------------------------------- | ---------------------------------------------------- | ---------------------------------------------------- | ---------------------------------------------------- | --------------------------------------------------------------------------------------------- | ---------------------------------------------------- | ---------------------------------------------------- | --------------------------------------------------------- |
|                                                      | 상관 분기점                                          | Sanggwan JC                                          | -                                                    | 55.10                                                | 204호선 새만금포항고속도로지선                                                                | 전북특별자치도                                       | 완주군                                               | 미개통                                                    |
| SA                                                   | 진안마이산휴게소                                     | Jinan Maisan SA                                      |                                                      |                                                      |                                                                                               | 전북특별자치도                                       | 진안군                                               | 양방향                                                    |
| 4                                                    | 진안                                                 | Jinan                                                | 18.63                                                | 73.73                                                | 국도 제30호선 (진무로)                                                                        | 전북특별자치도                                       | 진안군                                               |                                                           |
| 5                                                    | 장수                                                 | Jangsu                                               | 15.79                                                | 89.52                                                | 국도 제19호선 (장무로·장수로)                                                                 | 전북특별자치도                                       | 장수군                                               |                                                           |
| 6                                                    | 장수 분기점                                          | Jangsu JC                                            | 2.06                                                 | 91.58                                                | 35호선 통영대전고속도로                                                                       | 전북특별자치도                                       | 장수군                                               | 장수종점                                                  |
| 계획중 (국토교통부 지정 고속국도 노선에 미포함)      |                                                      |                                                      |                                                      |                                                      |                                                                                               |                                                      |                                                      |                                                           |
|                                                      | 팔공산                                               | Palgongsan                                           | -                                                    | -                                                    | 팔공로                                                                                        | 대구광역시                                           | 동구                                                 | 평면교차로                                                |
| TG                                                   | 팔공산 요금소                                        | Palgongsan TG                                        | -                                                    | 0.00                                                 |                                                                                               | 대구광역시                                           | 동구                                                 | 본선요금소 대구기점                                       |
| 21                                                   | 도동 분기점                                          | Dodong JC                                            | 0.10                                                 | 0.10                                                 | 1호선 경부고속도로 55호선 중앙고속도로                                                        | 대구광역시                                           | 동구                                                 |                                                           |
| SA                                                   | 와촌휴게소                                           | Wachon SA                                            |                                                      |                                                      |                                                                                               | 경상북도                                             | 경산시                                               | 포항방향                                                  |
| 22                                                   | 청통와촌                                             | Cheongtong-Wachon                                    | 17.90                                                | 18.00                                                | 지방도 제919호선 (금송로)                                                                     | 경상북도                                             | 영천시                                               |                                                           |
| SA                                                   | 청통휴게소                                           | Cheongtong SA                                        |                                                      |                                                      |                                                                                               | 경상북도                                             | 영천시                                               | 대구방향                                                  |
| 22-1                                                 | 화산 분기점                                          | Hwasan JC                                            |                                                      |                                                      | 301호선 영천상주고속도로                                                                      | 경상북도                                             | 영천시                                               | 포항방향의 경우 영천상주고속도로(상주방향) 진출 불가능    |
| 23                                                   | 북영천                                               | N.Yeongcheon                                         | 10.57                                                | 28.57                                                | 국도 제35호선 (천문로)                                                                        | 경상북도                                             | 영천시                                               |                                                           |
| 23-1                                                 | 임고                                                 | Imgo                                                 | 9.05                                                 | 37.62                                                | 국가지원지방도 제69호선 (포은로)                                                              | 경상북도                                             | 영천시                                               | 하이패스 전용 나들목 대구방향 진입과 포항방향 진출만 가능 |
| SA                                                   | 영천휴게소                                           | Yeongcheon SA                                        |                                                      |                                                      |                                                                                               | 경상북도                                             | 영천시                                               | 양방향                                                    |
| 24                                                   | 서포항                                               | W.Pohang                                             | 21.74                                                | 59.36                                                | 국도 제31호선 (새마을로)                                                                      | 경상북도                                             | 포항시                                               |                                                           |
| TG                                                   | 포항 요금소                                          | Pohang TG                                            |                                                      |                                                      |                                                                                               | 경상북도                                             | 포항시                                               | 본선요금소                                                |
| 25                                                   | 학전                                                 | Hakjeon                                              | 8.40                                                 | 67.76                                                | 국도 제31호선 (새마을로)                                                                      | 경상북도                                             | 포항시                                               | 대구방향 진입과 포항방향 진출만 가능                      |
| 26                                                   | 포항                                                 | Pohang                                               | 1.32                                                 | 69.08                                                | 국도 제7호선 (소티재로) 국도 제28호선 (동해대로) 국도 제31호선 (영일만대로·새마을로) 희망대로 | 경상북도                                             | 포항시                                               |                                                           |
|                                                      | 포항 종점                                            |                                                      | 0.29                                                 | 69.37                                                |                                                                                               | 경상북도                                             | 포항시                                               |                                                           |
| 희망대로 직결                                        |                                                      |                                                      |                                                      |                                                      |                                                                                               |                                                      |                                                      |                                                           |

## 통과하는 지역
전북특별자치도
- 김제시 (진봉면 · 성덕면 · 만경읍 · 백산면 · 만경읍 · 백산면 · 흥사동 · 백산면 · 상동동 · 용지면) - 완주군 (이서면) - 김제시 (금구면) - 전주시 완산구 (용복동 · 중인동 · 원당동 · 석구동) - 완주군 (구이면) - 전주시 완산구 (대성동 · 색장동) - 덕진구 우아동1가)) - 완주군 (상관면 · 소양면) - 진안군 (부귀면 · 마령면 · 진안읍) - 장수군 (천천면 · 계남면 · 장계면)

대구광역시
- 동구 (도동 · 평광동 · 백안동 · 진인동 · 능성동)

경상북도
- 경산시 (와촌면) - 영천시 (청통면 · 화산면 · 매산동 · 화남면 · 임고면) - 포항시 북구 (기계면) - 경주시 (강동면) - 포항시 남구 (연일읍) - 북구 (흥해읍) - 남구 (연일읍) - 북구 (흥해읍)

## 구간 과속단속
- 대구 방향 : 와촌터널입구 ~ 도평터널입구 6.9km

## 사진
새만금포항고속도로
- 새만금포항고속도로 청통와촌 나들목
- 새만금포항고속도로 청통와촌 나들목 → 와촌터널 오르막차로 시작
- 새만금포항고속도로 청통와촌 나들목 → 와촌터널 오르막차로 중간
- 새만금포항고속도로 청통와촌 나들목 → 와촌터널 오르막차로 끝
- 마이산
- 만덕교
- 상관1터널 (익산 방향)
- 소양 나들목

## 같이 보기
- 김천영천고속도로
- 새만금포항고속도로지선
  - 새만금포항고속도로지선 (포항시)
  - 새만금포항고속도로지선 (익산 완주)